# Alexandra Římská
Svatá Alexandra Římská († 21. dubna 314, Nikomédie) byla starověká římská mučednice. Katolická i pravoslavná církev ji uctívá jako světici.

## Život

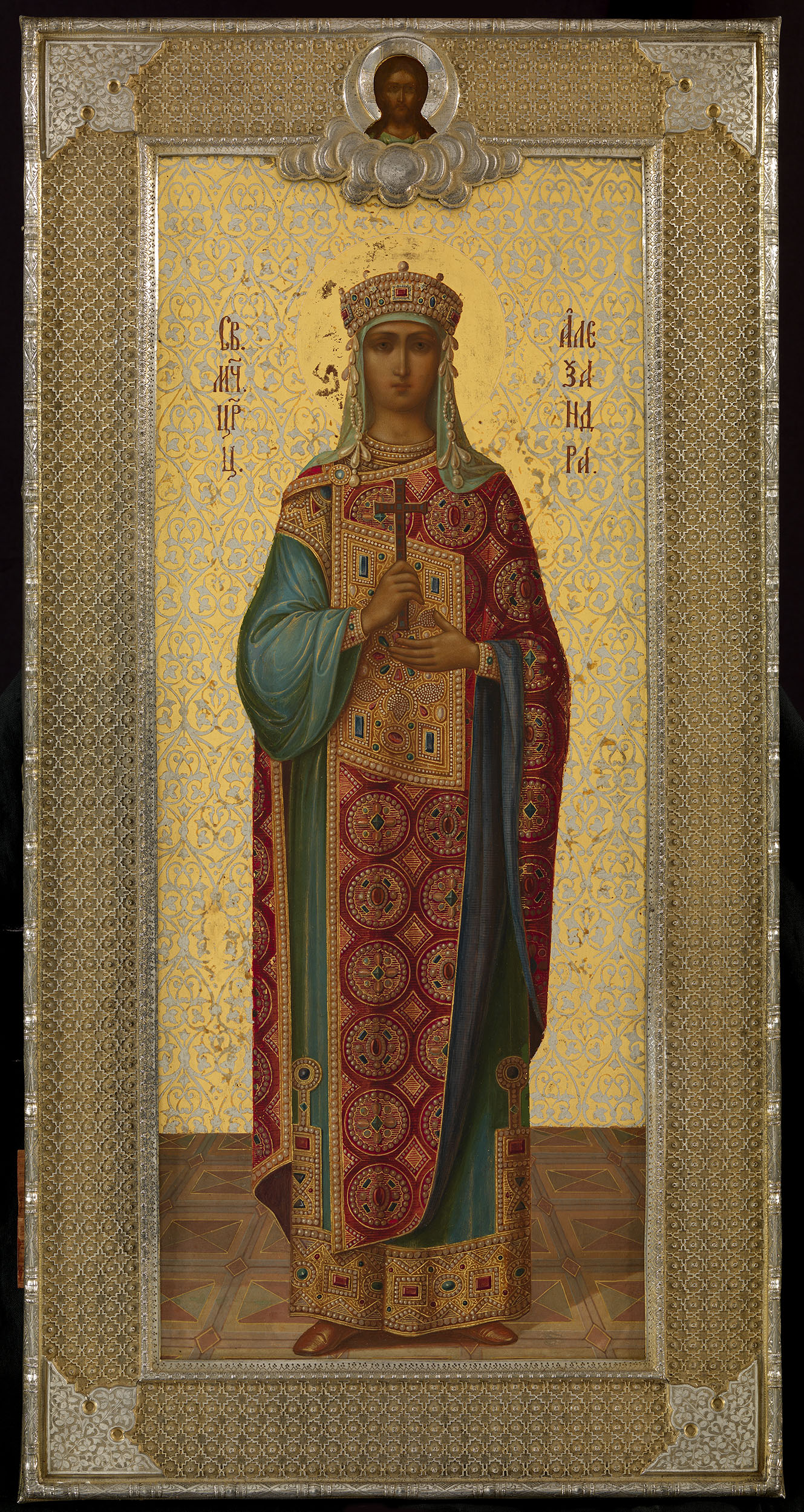
Ruská ikona

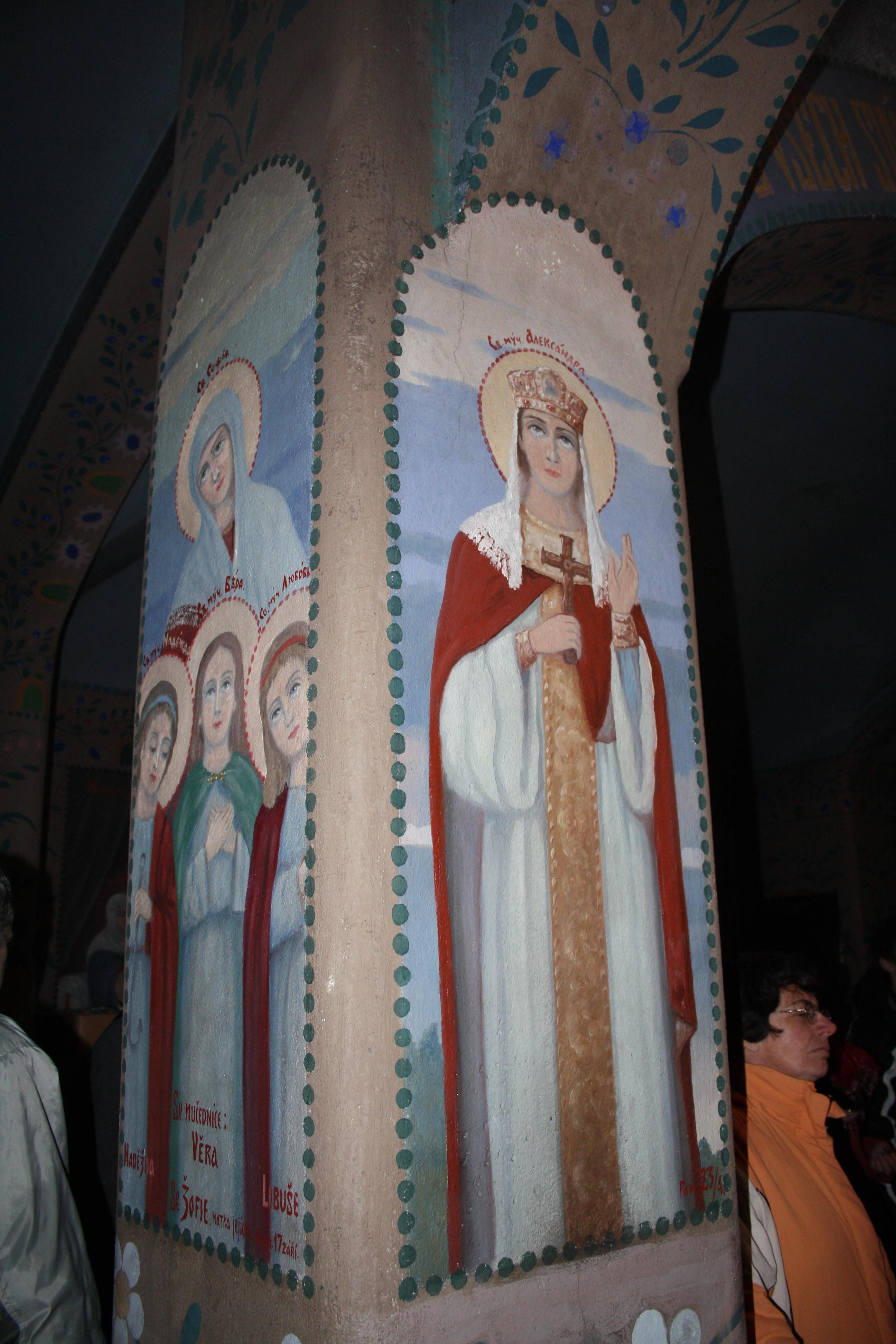
Malba sv. Alexandry v chrámu sv. Václava a sv. Ludmily v Třebíči

Dle tradice byla manželkou římského císaře Diokleciána. Podle historických pramenů se však manželka císaře Diokleciána (která konvertovala ke křesťanství) jmenovala Prisca. Je tedy možné, že po křtu přijala jméno Alexandra. To však není příliš pravděpodobné, jelikož většina římských spisovatelů, píšících o tehdejším dění se o tom nezmiňuje a dále křest dle tradice ani nepřijala. Další možností by bylo, že byla vdovou po Diokleciánově předchůdci. Podle jiné (pravděpodobnější) verze byla sv. Alexandra manželkou římského prefekta Daciana.
Byla přítomna při mučení sv. Jiří. Obdivovala jeho statečnost a rozhodla se taktéž stát křesťankou, což před všemi nahlas vyznala. Poté se zeptala sv. Jiří, zda se dostane do nebe, i když nestihla být pokřtěna. On jí odpověděl, že se nemusí bát, neboť bude pokřtěna svou krví. Ihned poté byla odsouzena k trestu smrti a uvězněna v Nikomédii, kde byla následně sťata.

## Úcta
Katolická církev si její památku připomíná 21. dubna, pravoslavné církve 23. dubna a koptská pravoslavná církev 10. dubna. Někde bývá její památka spojena s památkou sv. Jiří. Nejvíce je uctívána v převážně pravoslavných zemích (např. v Rusku, na Ukrajině nebo v Řecku). Mezi její atributy patří koruna, kříž a zdobená roucha.